# 국민협성회
국민협성회(國民協成會)는 대한제국 말기인 1910년에 일진회의 한일 병합 청원에 지지를 표명하면서 병합을 추진하기 위해 결성된 단체이다.
비슷한 시기에 조직된 국민협성진보회, 국민협성동진회와는 이름만 다를 뿐 내부적으로는 거의 같은 단체였다. 발기인은 전직 관료인 서창보이다. 고문장과 총재로는 이근명, 부총재로는 이재극, 회장으로는 민영휘가 추천되었으나 이들은 수락을 거부했다.
1910년 3월에 결성될 당시에 서창보는 이 단체에 가입하면 월급이 있고 관직도 따를 것이라고 선전하면서 회원을 모집했다. 4월 9일에는 총회를 개최하고 이때부터 대한제국 내각과 통감부, 일본 정부, 일본의 병합파 단체에 합병의 조속한 실시를 요구하는 편지를 보내기 시작했다.
그러나 5월부터는 재정 문제로 곤란을 겪기 시작해 활동이 뜸해졌다. 회원 중 한 명인 심일택이 일본의 합병론자들과 사전 논의 끝에 한국평화협회를 발기해 본격적인 병합 운동을 펼치면서 국민협성회 회원들을 흡수한 것도 영향이 있었다.
임시총회로 조직을 재정비한 뒤 한일 병합 직전인 7월 14일에도 한일 병합의 조속 실시를 다시 한번 촉구하는 내용의 장서를 내각과 통감부에 보냈다. 이 장서들은 한학자인 언론인 최영년이 작성한 것으로 알려져 경무총감부에서 조사를 벌이기도 했다.
한일 병합 조약이 체결된 이틀 후에 회원들이 일진회 총무 이희덕의 집에 모여 각자의 앞날에 대해 협의하는 등 일진회의 외곽 단체적 성격을 띠고 있었다. 9월 12일에 일진회를 비롯한 다른 정치단체들과 함께 해체되었다.

## 참고 자료
- 친일인명사전편찬위원회 (2004년 12월 27일). 《일제협력단체사전 - 국내 중앙편》. 서울: 민족문제연구소. 95~97쪽쪽. ISBN 8995330724.